# Sandra Schützová
Sandra Schützová (* 21. října 1991 v Jilemnici) je česká běžkyně na lyžích, od roku 2013 je členkou české ženské reprezentace (s výjimkou sezóny 2017/18). Její oblíbenou disciplínou je sprint klasickou technikou. Startovala třikrát na Mistrovství světa v klasickém lyžování.
Pochází z Jilemnice. Běhu na lyžích se závodně věnuje od svých jedenácti let. Od 8. třídy ji trénoval Václav Haman. Od roku 2007 byla členkou mládežnické reprezentace. Vystudovala Sportovní gymnázium v Jilemnici. V roce 2013 poprvé startovala na mistrovství světa dospělých. V sezónách 2013/14 a 2014/15 byla členkou Dukly Liberec, pak se však za trenérem Hamanem vrátila znovu do ČKS SKI Jilemnice. Studuje v Praze na FTVS obor tělesná výchova a sport.
Má dva mladší bratry, kteří se oba věnují závodně běžeckému lyžování. Filip je od roku 2016 v kategorii juniorů, v letní přípravě se realizuje i v atletice, kde se účastnil mistrovství republiky. Mladší Michael je v kategorii dorostenců.

## Největší úspěchy
- 12. místo na U23 v klasickém sprintu v Liberci
- 14. místo na U23 na 10 km klasicky ve Val di Fiemme
- 15. místo na U23 na 15 km skiatlon ve Val di Fiemme
- 34. místo na SP na 10 km klasicky ve Sklarske Porebe
- 35. místo na SP ve sprintu volně ve Sklarske Porebe
- 6. místo na OPA cupu v Mini Tour v Chamonix

## Výsledky

### Výsledky ve Světovém poháru
| Sezóna  | Věk | Sezónní výsledky | Sezónní výsledky | Sezónní výsledky | Sezónní výsledky | Sezónní výsledky | Výsledky na Ski Tour | Výsledky na Ski Tour | Výsledky na Ski Tour | Výsledky na Ski Tour |
| Sezóna  | Věk | Počet startů     | Celkově          | Distance         | Sprinty          | U23              | Nordic Opening       | Tour de Ski          | WC Final             | Ski Tour Kanada      |
| ------- | --- | ---------------- | ---------------- | ---------------- | ---------------- | ---------------- | -------------------- | -------------------- | -------------------- | -------------------- |
| 2011/12 | 20  | 1                | —                | —                | —                | —                | —                    | —                    | —                    | —                    |
| 2012/13 | 21  | 1                | —                | —                | —                | —                | —                    | —                    | —                    | —                    |
| 2013/14 | 22  | 4                | —                | —                | —                | —                | —                    | —                    | —                    | —                    |
| 2014/15 | 23  | 4                | —                | —                | —                | —                | 72.                  | —                    | —                    | —                    |
| 2015/16 | 24  | 7                | —                | —                | —                | —                | —                    | DNF                  | —                    | —                    |
| 2018/19 | 27  | 12               | 86.              | 72.              | —                | —                | —                    | 28.                  | —                    | —                    |
| 2019/20 | 28  | 10               | —                | —                | —                | —                | 60.                  | DNF                  | —                    | —                    |

### Výsledky na MS
| Rok  | Věk | 10 km | 15 km skiatlon | 30 km hromadný start | sprint | 4 × 5 km štafeta | sprint dvojic |
| ---- | --- | ----- | -------------- | -------------------- | ------ | ---------------- | ------------- |
| 2013 | 21  | —     | —              | —                    | 52.    | —                | —             |
| 2017 | 25  | —     | —              | —                    | 39.    | —                | 12.           |
| 2019 | 27  | 45.   | 44.            | 40.                  | —      | 11.              | —             |